# Мајстори мрака
Мајстори мрака је југословенски телевизијски филм из 1990. године. Режирао га је Фарук Соколовић, а сценарио је адаптирао Ненад Пејић према мотивима истоимене књиге Азема Власија.

## Радња
Политички неподобан за тадашњи режим Адем Соколовић бива ухапшен, под изговором да руши поредак Југославије. Он упознаје тежак затворски живот, који му додатно загорчава управник који жели да он буде осуђен.

## Улоге
| Глумац          | Улога            |
| --------------- | ---------------- |
| Раде Шербеџија  | Адем Соколовић   |
| Зијах Соколовић | Керим            |
| Јосип Пејаковић | Управник затвора |
| Каћа Челан      | Нађа             |
| Заим Музаферија | Адемов отац      |
| Владимир Рупчић | Адвокат          |
| Изет Авдић      | Судија           |
| Алма Авдић      | Селма            |
| Нермин Ређовић  | Азем             |

### Занимљивост
Главни лик Адем Соколовић у ствари тумачи политичара Азема Власија и његове затворске дане за време шиптарских немира поводом Милошевићеве најаве да се Косову и Метохији одузме висок степен аутономије из Устава 1974. године.. Након низа Власијевих сепаратистичких изјава и све жешћих митинга на Косову и Метохији више од милион грађана, на митингу у Београду 28. фебруара, затражило је хапшење Власија.